# Une ombre derrière la porte
Une ombre derrière la porte est un téléfilm français réalisé par Pierre Joassin et diffusé en 2008.

## Synopsis
Voulant repartir de zéro Camille, veuve depuis peu, décide de quitter Paris avec sa fille adoptive Léa, arrivée du Vietnam peu avant la mort du mari de Camille.
Elles se lient bientôt d'amitié avec leurs nouveaux voisins Jacques et Louise Lerner, un couple de personnes âgées.
Pourtant, des évènements étranges ont bientôt lieu, qui vont mettre à rude épreuve les nerfs de la jeune femme.

## Fiche technique
- Scénario : Laure Balzan et Jean Bouchaud
- Durée : 90 minutes
- Pays :  France

## Distribution
- Carole Richert : Camille
- Bernard Yerlès : Lachesnay
- Amélie Thuy-Vy Truong : Léa
- Bobette Jouret : Louise Lerner
- Cinsyla Key : Monique
- Pierre Laroche : Jacques Lerner